# Paraxoes albomaculatus
Paraxoes albomaculatus là một loài bọ cánh cứng trong họ Cerambycidae.